# 神原勝
神原 勝（かんばら まさる、  1943年1月20日 - ）は、日本の行政学者。北海道大学名誉教授。専門は行政学・地方行政論。特に自治基本条例、議会基本条例、自治体計画・政策に関する研究を行なっている。北海道樺戸郡浦臼町生まれ。

## 略歴
1967年（昭和42年）に中央大学法学部法律学科を卒業した。1969年(昭和44年）に、財団法人東京都政調会の研究員となる。1981年（昭和56年）、公益法人地方自治総合研究所の研究員となる。1988年（昭和63年）、北海道大学法学部の教授となる。（地方自治論、行政学）
2005年（平成5年）、北海道大学を退職。北海道大学名誉教授となる。北海学園大学法学部の政治学科教授・同大学院の法学研究科教授に就任。（自治体学、地方行政論）　
2013年（平成5年）、北海学園大学を定年退職。
この他、北海道地方自治土曜講座実行委員（1995年～2007年）や公益社団法人北海道地方自治研究所理事長も務めた。
妻に、ゴルフ場の環境問題の市民活動家の神原昭子がいる。

## 主要著書

### 単著
- 『転換期の政治過程-臨調の軌跡とその機能』（総合労働研究所, 1986年）
- 『市民自治の制度開発 (地方自治土曜講座ブックレット)』（公人の友社, 1997年）
- 『北海道行政基本条例論(地方自治土曜講座ブックレット)』（公人の友社, 2003年）
- 『行政基本条例の理論と実際　北海道の経験から (地方自治ジャーナルブックレット) 』（公人の友社, 2003年）
- 『自治基本条例の理論と方法(地方自治土曜講座ブックレット)』（公人の友社, 2005年）
- 『自治・議会基本条例論　自治体運営の先端を拓く』（公人の友社, 2008年初版・2009年増補）
- 『議会・立法能力・住民投票(「都市問題」公開講座ブックレット 25)』（後藤・安田記念東京都市研究所, 2012年）
- 『小規模自治体の生きる道 連合自治の構築をめざして(福島大学ブックレット「21世紀の市民講座」)』（公人の友社, 2012年）
- 『議会が変われば自治体が変わる 神原勝・議会改革論集』（公人の友社, 2019年）
- 『東京・区長準公選運動 : 区長公選制復活への道程』（公人の友社, 2022年）

### 編著・共著
- 『身近な政治』（北海道大学放送教育委員会編, 北海道大学図書刊行会, 1991年）
- 『北海道　自治の風景』（神原昭子と共著, 北海道新聞社, 1996年）
- 『資料・革新自治体　続編』（地方自治センター資料編集委員会編, 日本評論社, 1998年）
- 『コミュニティビジネスと建設帰農　北海道の事例に日本の先端を学ぶ (地方自治土曜講座ブックレット)』（松本懿ほか共著, 公人の友社,　2006年）
- 『栗山町発・議会基本条例(地方自治土曜講座ブックレット)』（橋場利勝と共著, 公人の友社,　2006年）
- 『北海道の先進事例に学ぶ (地方自治土曜講座ブックレット)』（宮谷内留雄ほか共著, 公人の友社,　2007年）
- 『議会基本条例の展開―その後の栗山町議会を検証する (北海道自治研ブックレット)』（橋場利勝と共著, 公人の友社,　2008年）
- 『福島町の議会改革  議会基本条例  開かれた議会づくりの集大成(北海道自治研ブックレット)』（溝部幸基と共著, 公人の友社,　2010年）
- 『議会改革はどこまですすんだか　改革8年の検証と展望(北海道自治研ブックレット)』（中尾修ほか共著, 公人の友社, 2015年）
- 『総合計画の理論と実務　行財政縮小時代の自治体戦略』（大矢野修と共編, 公人の友社, 2015年）
- 『戦後自治の政策・制度事典』（辻道雅宣と共編, 公人の友社, 2016年）
- 『ここまで到達した芽室町議会改革 芽室町議会改革の全貌と特色（北海道自治研ブックレット）』（広瀬重雄ほか共著, 公人の友社, 2016年）

### ブログ
- 『神原勝のブログ　下山の路傍にて』（http://kanbaramasaru.blogspot.com）